# Bramadero
Bramadero är en ort i Mexiko.   Den ligger i kommunen San Francisco Logueche och delstaten Oaxaca, i den sydöstra delen av landet, 400 km sydost om huvudstaden Mexico City. Bramadero ligger 1 682 meter över havet och antalet invånare är 547.
Terrängen runt Bramadero är huvudsakligen kuperad, men söderut är den bergig. Terrängen runt Bramadero sluttar norrut. Runt Bramadero är det ganska glesbefolkat, med 35 invånare per kvadratkilometer. Närmaste större samhälle är San Cristóbal Amatlán, 9,0 km sydväst om Bramadero. Trakten runt Bramadero består i huvudsak av gräsmarker.